# 생선기름

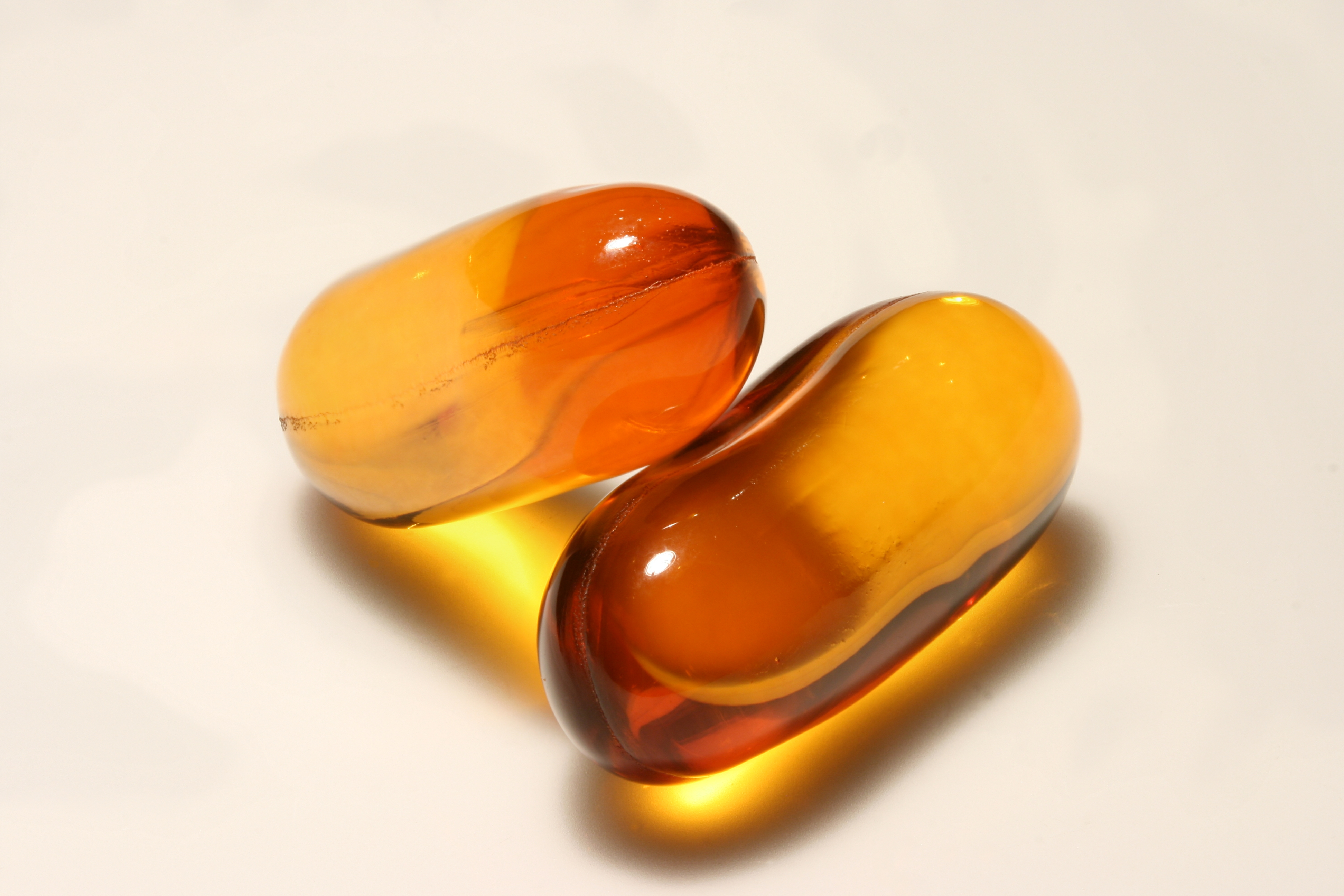
어유 캡슐.

생선기름, 또는 어유(영어: Fish oil, 魚油)는 기름기 많은 어류의 조직에서 뽑아낸 기름이다. 생선기름은 오메가-3 지방산의 일종인 에이코사펜타인산과 도코사헥사엔산을 포함하고 있는데, 이는 체내에서 염증 반응을 줄여주는 에이코사노이드의 전조 물질이며, 고중성지질혈증을 치료하고 예방하는 데 도움을 준다.

## 같이 보기
- 조류 (수생 생물)
- 간유
- 도코사헥사엔산
- 에이코사펜타엔산